# Bollettino della Vittoria Navale

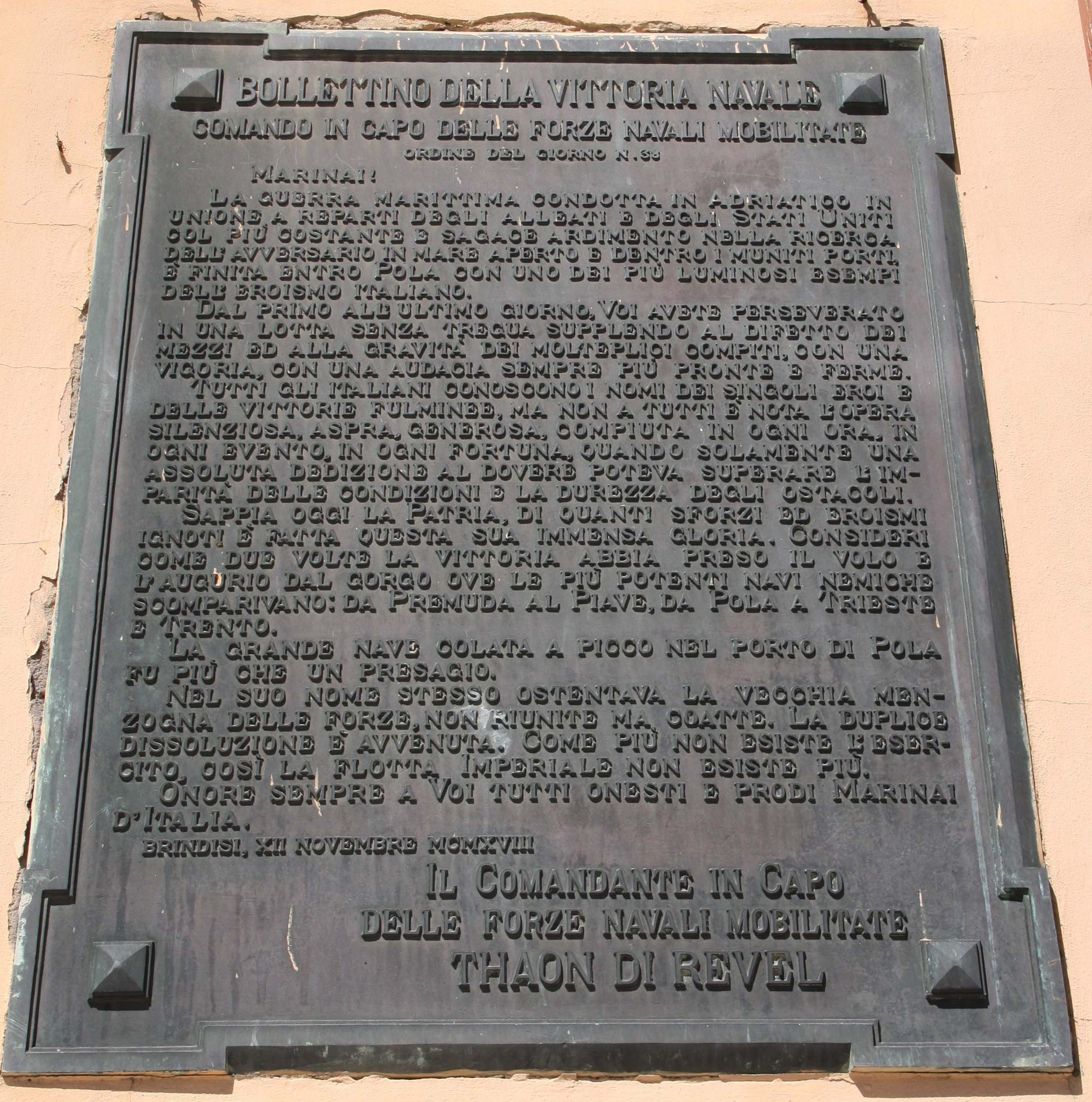
Targa bronzea presso il palazzo del Comune di Livorno

Il Bollettino della Vittoria Navale è il proclama ufficiale emanato dopo l'armistizio di Villa Giusti con cui l'ammiraglio Paolo Thaon di Revel, comandante supremo della Regia Marina, annunciò, il 12 novembre 1918, la resa sui mari dell'Impero austro-ungarico e la vittoria dell'Italia nella prima guerra mondiale. 

## Storia
Il Bollettino della Vittoria è stato emanato il 12 Novembre dalla nave Etna, che era ancorata nel porto di Brindisi. Quest'ultimo, infatti, era stato il principale centro operativo della guerra nel mare Adriatico.

## Autore
Dalla catalogazione dei documenti di Paolo Thaon di Revel, custoditi presso la Fondazione Spadolini di Firenze, è emerso che il suo autore materiale fu in realtà Gabriele D'Annunzio. Autore della scoperta è il ricercatore Guglielmo Salotti. Thaon di Revel modificò leggermente il testo originariamente scritto da D'Annunzio.
Analogamente fu firmato, dal generale Armando Diaz, comandante supremo del Regio Esercito, il Bollettino della Vittoria. Non fu mai redatto un analogo bollettino per le forze aeree, visto che queste ultime facevano capo al Servizio Aeronautico, reparto destinato agli aeromobili del Regio Esercito: la Regia Aeronautica, terza forza armata del Regno d'Italia, fu infatti istituita nel 1923, dopo la fine della prima guerra mondiale.

## Il testo
Il testo del Bollettino recita:
Comando in Capo delle Forze Navali mobilitate, Ordine del giorno n. 38
Marinai!
La guerra marittima condotta in Adriatico in unione a reparti degli Alleati e degli Stati Uniti col più costante e sagace ardimento nella ricerca dell'avversario in mare aperto e dentro i muniti porti è finita entro Pola con uno dei più luminosi esempi dell'eroismo italiano.
Dal primo all'ultimo giorno, Voi avete perseverato in una lotta senza tregua supplendo al difetto dei mezzi ed alla gravità dei molteplici compiti, con una vigoria, con una audacia sempre più pronte e ferme.
Tutti gli italiani conoscono i nomi dei singoli eroi e delle vittorie fulminee, ma non a tutti è nota l'opera silenziosa, aspra, generosa, compiuta in ogni ora, in ogni evento, in ogni fortuna, quando solamente una assoluta dedizione al dovere poteva superare l'imparità delle condizioni e la durezza degli ostacoli.
Sappia oggi la Patria, di quanti sforzi ed eroismi ignoti è fatta questa sua immensa Gloria. Consideri come due volte la Vittoria abbia preso il volo e l'augurio dal gorgo ove le più potenti navi nemiche scomparivano: da Premuda al Piave, da Pola a Trieste e Trento.
La grande nave colata a picco nel porto di Pola fu più che un presagio.
Nel suo nome stesso ostentava la vecchia menzogna delle forze, non riunite ma coatte. La duplice dissoluzione è avvenuta. Come più non esiste l'esercito, così la flotta Imperiale non esiste più.
Onore sempre a Voi tutti onesti e prodi Marinai d'Italia.»
(Paolo Camillo Thaon di Revel, Comandante in Capo delle Forze Navali Mobilitate)